# 9823 Annatalova
A 9823 Annatalova (ideiglenes jelöléssel 4271 T-1) a Naprendszer kisbolygóövében található aszteroida. Cornelis Johannes van Houten, Ingrid van Houten-Groeneveld és Tom Gehrels fedezte fel 1971. március 26-án.